# III (Hillsong-Young-&-Free-Album)
III ist das dritte Album und das erste Studio-Album von Hillsong Young & Free, welche zu Hillsong Music gehört.
Das Album wurde bereits im August 2017 durch die Single, „Love Won’t Let Me Down“ angekündigt. Aufgenommen wurde es in verschiedenen Tonstudios in Sydney und Hollywood. Später wurden noch zwei Singles, „P E A C E“ und  „Let Go“.

## Titelliste
| Nr.          | Titel                            | Autor(en)                                          | Worshipleader                      | Länge   |
| ------------ | -------------------------------- | -------------------------------------------------- | ---------------------------------- | ------- |
| 1.           | Let Go                           | Ben Tan, Laura Toggs, Aodhan King                  | Aodhan King, Karina Wykes          | 3:50    |
| 2.           | Every Little Thing               | Tan, King, Michael Fatkin, Bede Benjamin-Korporaal | Wykes                              | 3:24    |
| 3.           | Just Jesus                       | Fatkin, Benjamin Hastings                          | Laura Toggs                        | 3:35    |
| 4.           | First Love                       | Tan, King, Hastings                                | Renee Sieff                        | 5:18    |
| 5.           | Heart of God                     | King, Jonas Myrin                                  | King                               | 5:44    |
| 6.           | SELAH I                          | Myrin, King                                        |                                    | 2:30    |
| 7.           | Jesus Loves Me                   | Marty Sampson, Hastings, King                      | Toggs                              | 4:13    |
| 8.           | SELAH II                         | Sampson, Hastings, King                            | Toggs                              | 1:50    |
| 9.           | Days Gone By                     | Wykes, Tan                                         | Wykes                              | 3:48    |
| 10.          | How Deep Is The Love             | Fatkin, King                                       | King                               | 5:24    |
| 11.          | Push / Pull                      | Tracy Lee Pratt, Brooke Fraser, Tan, King          | Tracy Lee Pratt                    | 5:46    |
| 12.          | Love Won’t Let Me Down           | Fatkin, Pappas                                     | Pappas                             | 3:27    |
| 13.          | More of You                      | Melodie Wagner, Fatkin, Pappas                     | Melodie Wagner                     | 3:36    |
| 14.          | Hindsight                        | Pappas, King, Hastings, Fatkin                     | Pappas                             | 3:38    |
| 15.          | P E A C E                        | Fatkin, Hastings, Wagner                           | Wagner                             | 3:58    |
| 16.          | SELAH III (Fruits of the Spirit) | Robbie Hellberg, King, Fatkin                      | Wagner, Alexander Epa Iosefa, King | 3:17    |
| 17.          | High & Lows                      | Joel Houston, Tan, King                            | King                               | 5:54    |
| Gesamtlänge: | Gesamtlänge:                     | Gesamtlänge:                                       | Gesamtlänge:                       | 1:09:23 |

## Chartplatzierungen
| ChartsChartplatzierungen       | Höchstplatzierung | Wochen |
| ------------------------------ | ----------------- | ------ |
| Australien (ARIA)              | 12 (2 Wo.)        | 2      |
| Vereinigte Staaten (Billboard) | 131 (1 Wo.)       | 1      |